# Drymeia
Drymeia is een geslacht van insecten uit de familie van de echte vliegen (Muscidae), die tot de orde tweevleugeligen (Diptera) behoort.

## Soorten
- D. aldrichi (Malloch, 1918)
- D. alpicola (Rondani, 1871)
- D. amnicola (Huckett, 1966)
- D. brumalis (Rondani, 1866)
- D. cinerea (Meigen, 1826)
- D. chillcotti (Huckett, 1965)
- D. fasciculata (Stein, 1916)
- D. firthiana (Huckett, 1965)
- D. flavinervis (Malloch, 1915)
- D. hamata (Fallén, 1823)
- D. latifrons (Malloch, 1918)
- D. minor (Malloch, 1918)
- D. profrontalis (Huckett, 1966)
- D. quadrisetosa (Malloch, 1919)
- D. rivalis (Huckett, 1966)
- D. santamonicae (Huckett, 1966)
- D. segnis (Holmgren, 1883)
- D. similis (Malloch, 1918)
- D. spinitarsis (Aldrich, 1918)
- D. tetra (Meigen, 1826)
- D. vicana (Harris, 1780)